# Micromyrtus racemosa
Micromyrtus racemosa är en myrtenväxtart som beskrevs av George Bentham. Micromyrtus racemosa ingår i släktet Micromyrtus och familjen myrtenväxter. Inga underarter finns listade i Catalogue of Life.